# Témoins traqués
Pour plus de détails, voir Fiche technique et Distribution.
Témoins traqués (Nowhere to Hide) est un téléfilm américain diffusé en 1994 et réalisé par Bobby Roth .

## Synopsis
Sarah Blake a manqué périr au cours d'un attentat. Selon l'agent fédéral Kevin Nicholas, le coupable serait l'une des connaissances de Sarah, voire un intime, et le commanditaire, un puissant syndicat du crime. Sarah n'a plus qu'une solution : se réfugier, avec son jeune fils Sam, dans le giron du service de protection de témoins. Sa vie devient un enfer. La mort peut surgir à tout moment, de toutes parts et même ses proches les plus aimés peuvent se changer, en une fraction de seconde, en messager de mort et de haine...

## Fiche technique
- Réalisateur : Bobby Roth
- Année de production : 1994
- Durée : 96 minutes
- Format : 1,33:1, couleur
- Son : stéréo
- Dates de premières diffusions :
  -  États-Unis : 9 octobre 1994
  -  France : 4 septembre 1997 sur TF1
- Interdit aux moins de 10 ans

## Distribution
- Rosanna Arquette : Sarah Blake
- Scott Bakula:  Kevin Nicholas
- Clifton Powell : Braddock
- Chris Mulkey : Jonathan Blake